# Axarquía

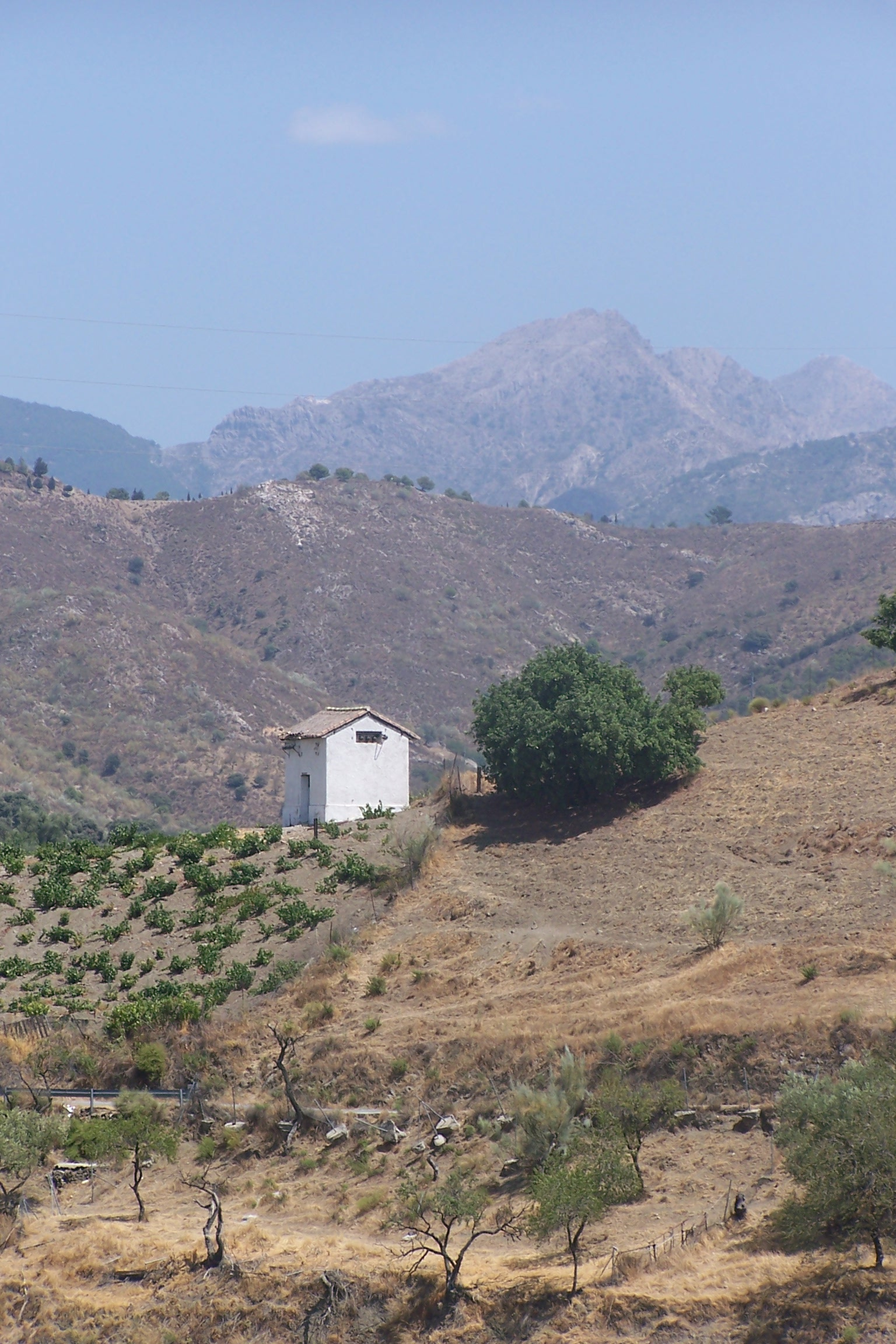
Axarquía, bij Sedella

Axarquía is de streek en comarca in het zuidoosten van de provincie Málaga, ten oosten van de stad Málaga in Spanje. Grenzend aan de provincie Granada in het oosten en noorden, de streken Antequera en Málaga in het westen en de Middellandse Zee, de Costa del Sol in het zuiden. Geografisch gezien ligt het tussen de Montes de Málaga en de uitlopers van de Sierra Nevada in.
Axarquía bestaat uit 31 gemeenten, waarvan sommige een communistische burgemeester hebben. De belangrijkste stad en hoofdplaats is Vélez-Málaga. In het midden van Axarquía ligt het stuwmeer van Viñuela.
Het gebied is wat minder toeristisch dan dat ten westen van Málaga, maar er is een duidelijke opbloei de laatste jaren. Met badplaatsen als Torre del Mar, Torrox en Nerja, heeft het badgasten veel te bieden. Typerend voor de streek zijn de veelal in de bergen gelegen witte dorpjes, die allemaal hun eigen feest hebben. Het dorpje Frigiliana is meerdere malen tot mooiste dorpje van Spanje uitgeroepen, terwijl Nerja met zijn Balcon de Europa en Cuevas de Nerja faam verwierf. Bezienswaardig zijn verder de dorpjes Comares (hoogstgelegen), El Borge (een van de oudste), Alfarnate, Salares, Riogordo, Canillas de Aceituno en Cómpeta.

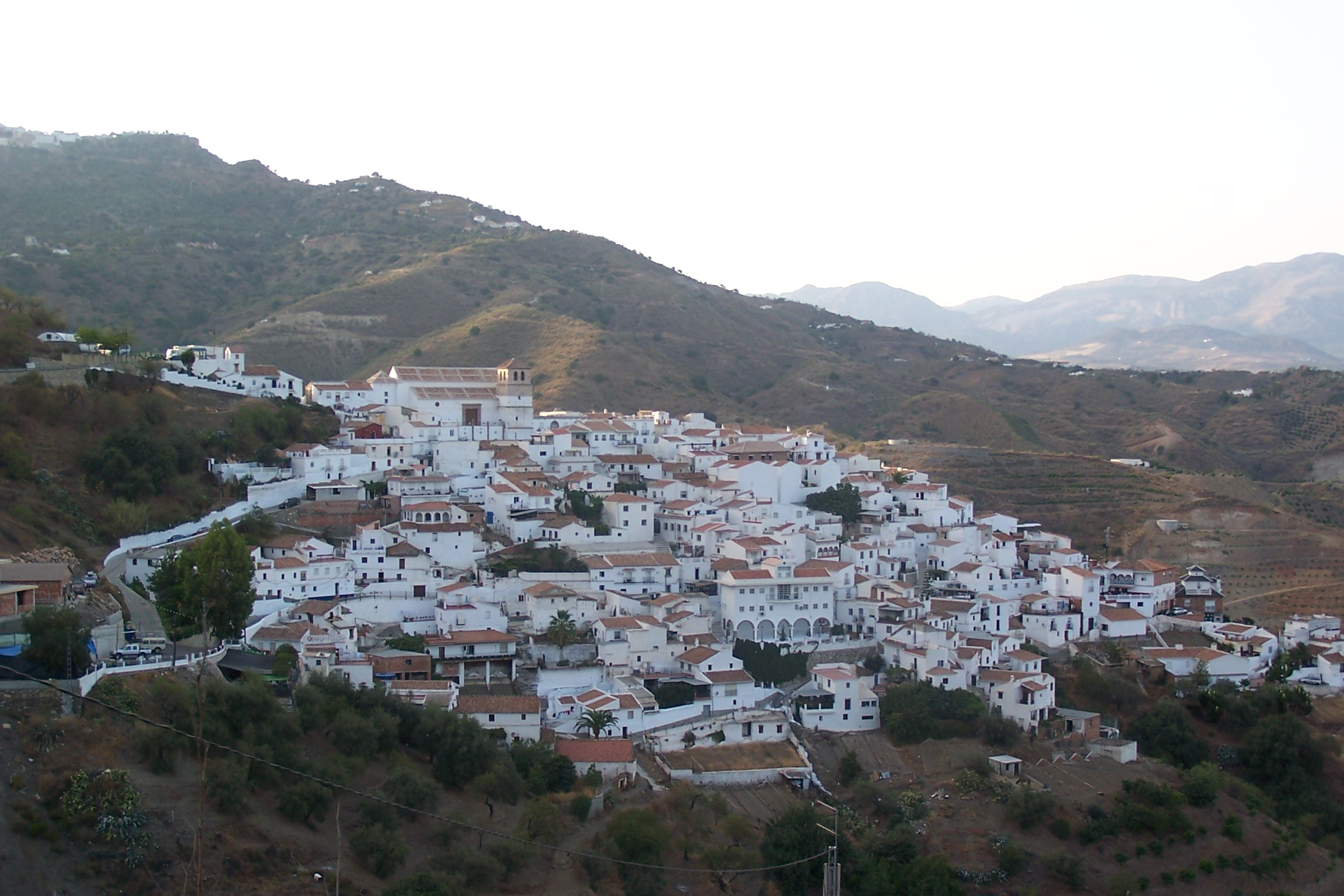
Cútar

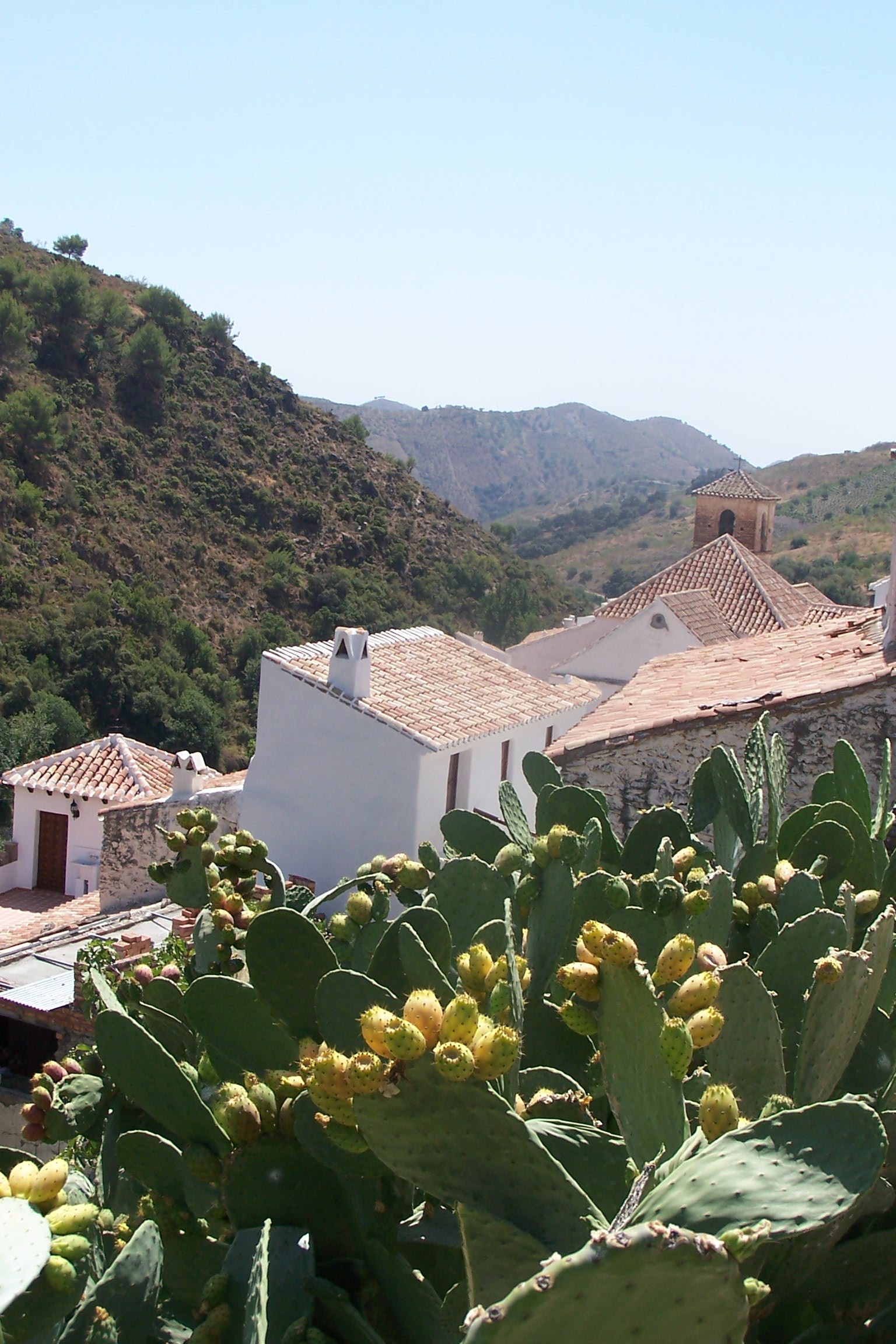
Salares

De 31 gemeenten:
- Alcaucín
- Alfarnate
- Alfarnatejo
- Algarrobo
- Almáchar
- Archez
- Arenas
- Benamargosa
- Benamocarra
- Canillas de Aceituno
- Canillas de Albaida
- Colmenar
- Comares
- Cómpeta
- Cútar
- El Borge
- Frigiliana
- Iznate
- Macharaviaya
- Moclinejo
- Nerja
- Periana
- Rincón de la Victoria
- Riogordo
- Salares
- Sayalonga
- Sedella
- Torrox
- Totalán
- Vélez-Málaga
- Viñuela